# کریگ بیدل
 کریگ بیدل (انگلیسی: Craig Biddle؛ زاده ۲۴ اکتبر ۱۸۷۹ درگذشته ۸ آوریل ۱۹۴۷) یک تنیس‌باز اهل ایالات متحده آمریکا بود.